# گورکم سویندیک
گورکم سویندیک (انگلیسی: Görkem Sevindik؛ زادهٔ ۱۷ اکتبر ۱۹۸۶) بازیگر است. وی از سال ۲۰۱۰ میلادی تاکنون مشغول فعالیت بوده‌است.